# Eragrostis ancashensis
Eragrostis ancashensis är en gräsart som beskrevs av P.M.Peterson, Refulio och Oscar Tovar. Eragrostis ancashensis ingår i släktet kärleksgrässläktet, och familjen gräs. Inga underarter finns listade i Catalogue of Life.